# ジグマー・ポルケ
ジグマー・ポルケ（ドイツ語: Sigmar Polke, 1941年2月13日 - 2010年6月10日）は、ドイツの画家、写真家。

## 人物
旧ドイツ東部領土から東ドイツを経て1953年に西ドイツに移住した後、デュッセルドルフを拠点に活動した。1960年代にゲルハルト・リヒターやコンラート・フィッシャーと「資本主義リアリズム」を標榜した絵画運動を始めて頭角を現し、リヒター、ゲオルグ・バゼリッツ、アンゼルム・キーファーらと並ぶドイツの現代絵画の旗手として知られるようになった。
写真や大衆文化を取り入れた絵画、プリント布地の上に描いた絵画や網点ドットを用いた絵画などにより、民話や神話から歴史に至るまで様々なテーマを取り入れた作品を作り上げた。

## 生涯
ポルケは下シレジア地方のエルス（Öls / Oels、現ポーランド下シロンスク県オレシニツァ Oleśnica）に1941年に生まれた。第二次世界大戦後のドイツ人追放で1945年に一家は東ドイツのテューリンゲンに逃れ、さらに1953年には西ベルリンを経て西ドイツ・ラインラントへと逃れた。
クレーフェルト近郊のウィリッヒ（Willich）に落ち着いたポルケは、近くのデュッセルドルフ市のステンドグラス工場で見習いとして働きつつ、ギャラリーや美術館で絵を見て過ごした。ガラス絵画を制作した経験は、後に化学的知識の絵画への応用につながっている。20歳でデュッセルドルフ芸術アカデミー（Kunstakademie Düsseldorf）へと入学し、1961年から1967年までカール・オットー・ゲッツ（Karl Otto Götz）やゲルハルト・ヘーメ（Gerhard Hoehme）のもとで学びつつ、当時同アカデミーで教えていた現代美術家ヨゼフ・ボイスから非常に強い影響を受けた。彼が作品発表を始めた時期は、西ドイツのみならず西側諸国全体で社会的・経済的・文化的変化が強まった時期で、当時のデュッセルドルフは商工業都市であるだけでなく西ドイツの文化・芸術活動の中心でもあった。師であるボイスはフルクサスの運動の一端を担っており、アメリカからは大量消費社会を批評するポップアートが到来しつつあった。
1963年、ポルケは社会主義リアリズム（東側諸国の公式芸術）ならぬ「資本主義リアリズム」（Kapitalistischer Realismus）と題した絵画運動を、同じく東ドイツからの亡命者であるゲルハルト・リヒターや、画商コンラート・フィッシャー（コンラート・リューク Konrad Lueg の名で作家活動も行っていた）らと立ちあげた。これはあちこちにあふれる印刷媒体から写真や広告のイラストなどを盗用した具象絵画であり、当時の西側の抽象表現主義絵画への反抗であると同時に東側の社会主義リアリズムの写実主義絵画のパロディでもあり、西側資本主義の消費に支配される社会や芸術に対しても言及したものであった。この三人にマンフレート・クットナー（Manfred Kuttner）を加えたメンバーで、デュッセルドルフの空き店舗で「Demonstrative Ausstellung」（ポップと生きる：資本主義リアリズムのためのデモンストレーション）と題した展覧会も開いている。
価値観が変化しつつあった当時の社会で、ポルケは自らの想像力や冷笑的なウイットを鮮やかに表現し、ドローイングや水彩やガッシュに対して破壊的なアプローチを試みた。ポルケはこの当時、印刷物の写真の網点をそのまま絵画の画面に拡大転写する手法を用いて注目され始め、絵や模様がプリントされた布地の上に絵を描く布地絵画も制作し始めた。彼はポップアートからは若干の距離を置き、無名の室内を描いたスナップ写真のようなイメージ、ゲーテ全集のようなドイツ社会の教養を象徴するイメージ、椰子やフラミンゴなど南国でのバカンスを連想させるキッチュなイメージなどを選んでいる。こうしたイメージには、戦後ドイツの消費社会、政治社会、因習的な文化に対するユーモラスかつ容赦ないポルケの見方が埋め込まれている。
彼は「錬金術的」とも評された、化学的知識を応用した絵具制作手法や、社会にあふれるイメージや素材を思いもよらない方法で結びつける手法で、アナーキーな絵画制作を行って評価を得ている。伝統的な絵具や素材にこだわらず、特定の様式にも忠義を示すことはなかった。一つの作品の中で、透明なシートや家庭用のプリント布地をキャンバス代わりにし、油彩、ラッカー、金属粉を混ぜ合わせた顔料、シルクスクリーンでイメージを描き込むようなこともまれなことではなかった。
布地のプリントと顔料で書きこんだ絵が干渉し合う、多数のレイヤーの重なった複雑な物語を内包する絵画作品は、幻覚や夢が画面内に投影されているかのような効果を観る者に与えた。1980年代には湿度で色合いが変化する塩化コバルトを使った顔料や、熱に感応する顔料を用いて、室内の温湿度に感応して色彩が変化し続ける絵画を描いている。一方で、市販の安価な紙やボールペンといったありふれた材料を使って絵画を制作することも続けた。ポルケは1970年代には世界を旅行し、パキスタンやアフガニスタン、パリやニューヨーク、ブラジル、パプアニューギニアなどで写真を撮り、写真作品の発表も行っている。
1977年から1991年まではハンブルク美術アカデミーの教授となる一方、1978年にケルンに転居し、そこで没するまで生活し制作を続けていた。2010年6月10日、長いがん闘病の末にケルンで息を引き取った。

## 主な展覧会・受賞
- 1964年: ベルリンのギャラリー・ルネ・ブロック（Galerie René Block）で「ネオダダ・ポップ・デコラージュ・資本主義リアリズム」展に参加
- 1972年: ドクメンタ5で絵画と映像を発表
- 1975年: 第13回サンパウロ・ビエンナーレで絵画賞
- 1986年: 第42回ヴェネツィア・ビエンナーレで金獅子賞
- 1988年: バーデン・ヴュルテンベルク州の国際絵画賞、パリ市立近代美術館で個展
- 1990年: サンフランシスコ近代美術館で個展、全米巡回
- 1994年: アムステルダム市のエラスムス賞
- 1995年: ピッツバーグのカーネギー・インスティテュートでカーネギー賞、ウォーカー・アート・センターで個展
- 1998年: ニューヨークの国際写真センターのインフィニティ・アワード
- 1999年: イスラエル賞、ニューヨーク近代美術館で個展「Sigmar Polke: Works on Paper 1963–1974」
- 2000年: ゴスラー市のカイザーリング賞（皇帝の指輪賞）、カタログレゾネ（全作品カタログ）発行
- 2002年: 高松宮殿下記念世界文化賞
- 2005年: チューリッヒ美術館で個展
- 2008年: アメリカ芸術科学アカデミーの視覚芸術部門海外名誉会員に